# Kohlenklau

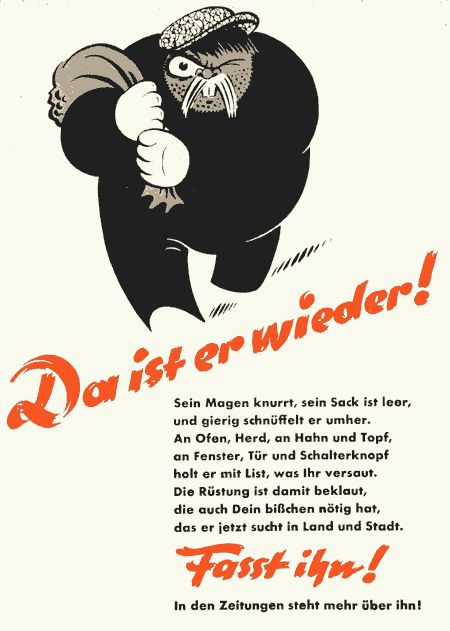
Kohlenklau-Plakat

Der Kohlenklau ist die Karikatur eines Kohlendiebes aus der Zeit des Zweiten Weltkrieges, mit der für Energieeinsparung geworben wurde. Die von Wilhelm Hohnhausen und seiner Werbeagentur Arbeitsgemeinschaft Hohnhausen in Stuttgart geschaffene Figur sollte vermitteln, dass ein Energieverschwender der Volksgemeinschaft Kohlen stiehlt. Sie bediente sich deutlich der Assoziation zum Schwarzen Mann.

## Verwendung in der Propaganda
Unter der Losung „Kampf dem Kohlenklau“ begann in Deutschland am 7. Dezember 1942 eine Propagandaaktion zur Einsparung von Brennstoffen. Um der Kriegsmaschinerie die notwendige Versorgung mit Energie zu sichern, wurde von einer eigens dazu gegründeten Propagandaabteilung versucht, die Menschen zum Sparen zu bewegen. Dabei wurden große Anstrengungen unternommen.
Die gedruckte Serie der Episoden vom Kohlenklau wurde in vielen Tageszeitungen veröffentlicht. Neben einer Karikatur des Kohlenklau wurde in einem kurzen, gereimten Text das Energiesparen gelehrt. Meist endeten die kurzen Geschichten mit der Warnung: „Hier ist für ihn nichts mehr zu machen – Paß auf, jetzt sucht er andre Sachen!“ Später wurden Szenen der Energieverschwendung ausgeführt und der Leser abschließend angesprochen: „Nun halt’ dir den Spiegel vor’s Gesicht – Bist du es oder bist du es nicht?“

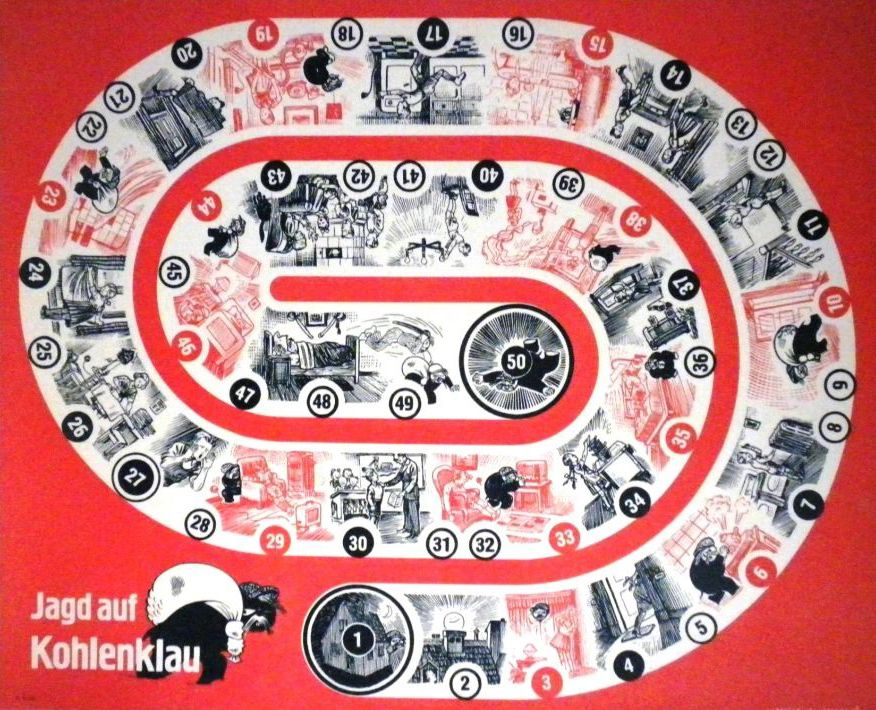
Spielplan zu Jagd auf den Kohlenklau

Teil der Kampagne waren Beiträge in der Jugendzeitschrift Hilf mit!, Lehrfilme zum Thema „Kohlenklau“, ein Quartettspiel mit Motiven, die positives und negatives Verhalten im Umgang mit Energie darstellten und das nach klassischen Quartettregeln gespielt wurde, sowie das Brettspiel Jagd auf Kohlenklau.

## Anhaltende Popularität

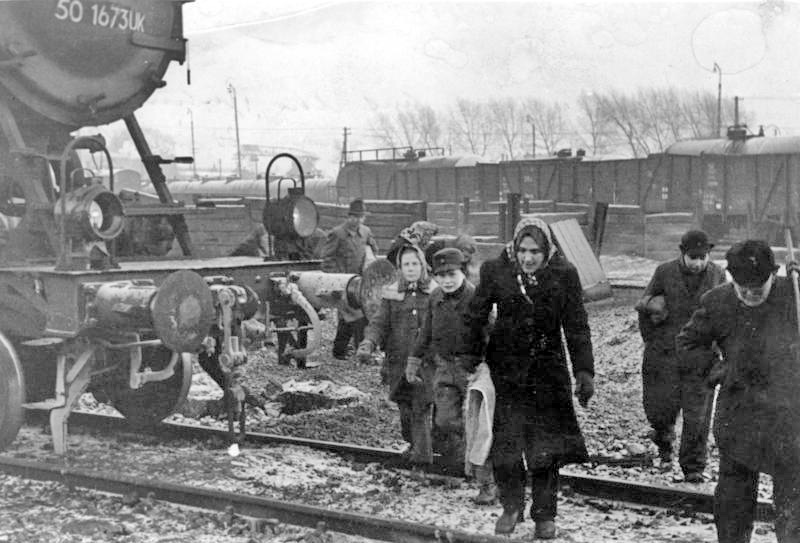
Kohlenklau im Rheinland (Winter 1946/47)

In der Nachkriegszeit blieb die Figur weiterhin populär, diesmal ging es allerdings um den Diebstahl von Kohlen aus Zügen oder Lastwagen, um die ärgste Not zu lindern. Der Kölner Kardinal Joseph Frings hat in seiner Silvesterpredigt 1946 diese Art von „Organisieren“ als in Notzeiten entschuldbaren Mundraub dargestellt, woraus der Volksmund das Wort „fringsen“ ableitete.
Im Saarland wurde Mitte der 1950er Jahre während der Abstimmung über das Saarstatut der französische Nachbar als „Kohlenklau“ bezeichnet, weil die französische Grubengesellschaft von Frankreich aus Steinkohle unter saarländischem Gebiet abgebaut haben soll.

## Wortableitungen
Zahlreiche, oft ironische Ableitungen existierten, noch im Krieg etwa Heldenklau oder auch der Begriff Ideenklau.